# 静岡国際オペラコンクール
静岡国際オペラコンクール（しずおかこくさい-、Mt. Fuji International Opera Competition of Shizuoka）は、静岡県浜松市のアクトシティ浜松を会場として3年に一度開催されるオペラのコンクール。静岡県、静岡県教育委員会、浜松市、静岡国際オペラコンクール実行委員会が主催し、公益財団法人浜松市文化振興財団、公益財団法人浜松・浜名湖ツーリズムビューローが共催、外務省、文化庁のほか新聞社や放送局、音楽書籍出版社などが後援する。

## 概要
現在では、国際音楽コンクール世界連盟に加盟する国際コンクールである。第1回大会は三浦環没後50周年を記念して1996年（平成8年）に開催された。浜松市が主催する浜松国際ピアノコンクールと同じアクトシティ浜松を会場としているが、静岡県が主催するため名称は静岡国際オペラコンクールとなっている。

## 沿革
- 1996年（平成8年） - 第1回大会
- 1999年（平成11年） - 第2回大会
- 2002年（平成14年） - 第3回大会
- 2003年（平成15年） - 国際音楽コンクール世界連盟への加盟が承認される
- 2005年（平成17年） - 第4回大会
- 2008年（平成20年） - 第5回大会
- 2011年（平成23年） - 第6回大会
- 2014年（平成26年） - 第7回大会
- 2017年（平成29年） - 第8回大会
- 2020年 (令和2年）- 新型コロナウイルス感染症（COVID-19) の世界的な流行により第9回大会の延期を決定する
- 2023年 (令和5年）‐第9回大会

## 過去の優勝者
- 第1回 - 該当者なし（第2位は大岩千穂（日本）とダイ・ユーキャン（zh:戴玉强）（中国））
- 第2回 - 該当者なし（第2位はティグラン・マルティロシャン（de:Tigran Martirossian（ロシア[1]）
- 第3回 - パク・ヒョンジュ（韓国）
- 第4回 - ワシリー・ラデュク（Василий Ладюк, Vasily Ladyuk[2]）（ロシア）
- 第5回 - 光岡暁恵（日本）
- 第6回 - 該当者なし（第2位は吉田珠代（日本））
- 第7回 - 鴫原奈美（日本）
- 第8回 - ムン・セフン（韓国）
- 第9回 - パク・サムエル（韓国）